# Canal de Schlemm
O canal de Schlemm, também conhecido como seio venoso escleral, é um canal circular do olho que recolhe o humor aquoso da câmara anterior e o envia para a corrente sanguínea através das veias ciliar anterior.
O canal é essencialmente um tubo de endotélio, que se assemelha ao de um vaso linfático. No interior do canal, mais próximo do humor aquoso, ele é coberto pela malha trabecular, esta região torna maior a contribuição para a resistência da saída do humor aquoso.
Se houver uma obstrução no canal, o resultado é uma elevada pressão intra-ocular, o que pode provocar uma doença conhecida como glaucoma.
Seu nome provém do anatomista alemão Friedrich Schlemm (1795-1858) que foi o primeiro que o descreveu.